# Lin Tinggui

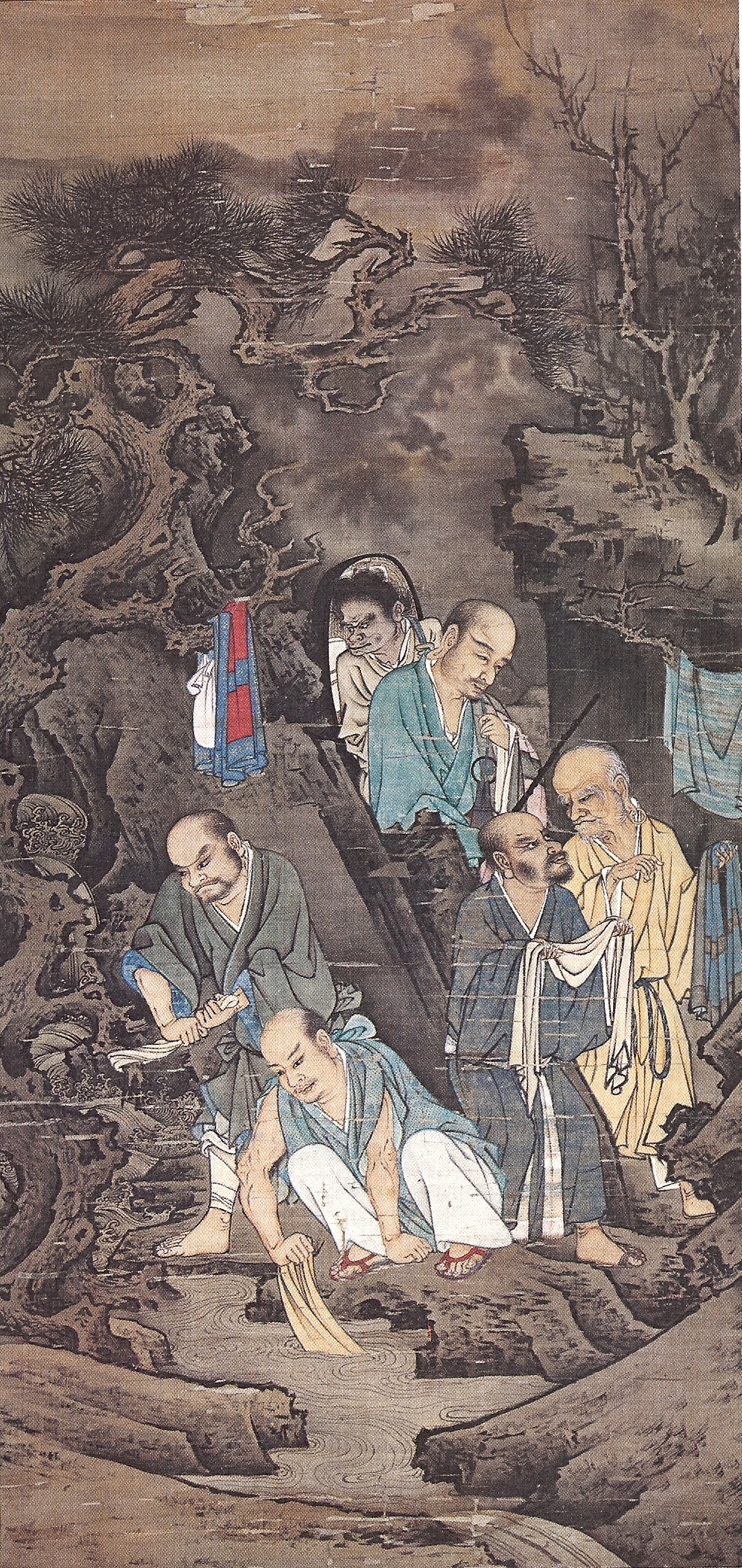
Bugada de Luohans, de Lin Tinggui, 1178 AD

Lin Tinggui (xinès simplificat: 林庭珪; xinès tradicional: 林庭珪; pinyin: Lín Tíngguì) fou un pintor xinès que va viure sota la dinastia Song del Sud. No es coneixen amb exactitud les dates exactes del seu naixement ni de la seva mort però se sap que va desenvolupar la seva activitat entre els anys 1174 i 1189,
La seva producció està influenciada pel budisme xinès. És conegut perquè, juntament amb Zhou Jichang va participar en la realització de la pintura dedicada a “Els Cinc-cents Luohans” (sants budistes).